# Лангенбруннер, Джейми
Джеймс Джозеф Крэйг «Джейми» Лангенбруннер (англ. James Joseph Craig «Jamie» Langenbrunner; род. 24 июля 1975, Клоке, Миннесота, США) — американский хоккеист, правый нападающий.
На драфте НХЛ 1993 года был выбран во 2 раунде под общим 35 номером клубом «Даллас Старз». 19 марта 2002 года обменян в «Нью-Джерси Девилз». 5 декабря 2007 года выбран капитаном «Нью-Джерси Девилз».
8 января 2011 года вернулся в «Даллас Старз», после того как был обменян за право выбора «Дэвилз» в третьем раунде драфта. В свитере «Старз» Лангенбруннер 17 января 2011 года провёл свой тысячный матч в НХЛ. В той игре хоккеист также отметился голом — первым после возвращения.
Сразу после возвращения Лангенбруннера в игре «Далласа» наступил спад и команда не смогла попасть в плей-офф Кубка Стэнли. В результате руководство «Старз» решило не подписывать с Лангенбруннером новый контракт. 6 июля 2011 года он заключил однолетнее соглашение с клубом «Сент-Луис Блюз», которое годом спустя было продлено ещё на год.
В 2013 году, в год 20-летия франчайза «Даллас Старз» Джейми был избран болельщиками Далласа в символическую сборную команды всех времен. Лангенбруннер получил место во второй тройке этой символической сборной. Зимой 2014 года объявил о завершении карьеры.

## Награды
- Обладатель Кубка Стэнли, 1999 («Даллас Старз»)
- Обладатель Кубка Стэнли, 2003 («Нью-Джерси Девилз»)
- Полуфиналист кубка мира, 2004 (сборная США)
- Серебряный призёр Олимпийских игр в Ванкувере, 2010 (сборная США)

### Международная карьера

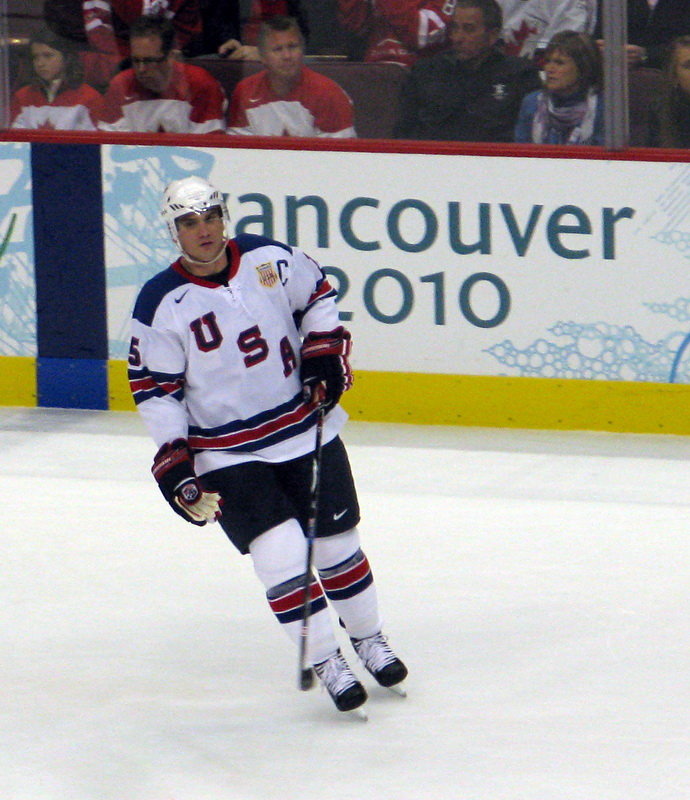
В составе сборной США на Олимпийских играх 2010

## Статистика
| Легенда | Легенда                    | Легенда | Легенда                   | Легенда | Легенда    |
| ------- | -------------------------- | ------- | ------------------------- | ------- | ---------- |
| И       | Количество проведённых игр | Штр     | Штрафное время            | +/−     | Плюс-минус |
| Г       | Голы                       | П       | Голевые передачи          | О       | Очки       |
| -       | Статистика неизвестна      | —       | Статистика не учитывалась |         |            |